# Adailiya
Adailiya (arabisch العديلية, DMG al-ʿUdailiyya) ist ein Distrikt innerhalb des Hauptstadtgouvernements von Kuwait und auch Teil von Kuwait-Stadt. Im Jahr 2018 wurde der Bereich auf 21.636 Einwohner geschätzt.

## Sport
Besonders bekannt ist der Distrikt unter anderem durch den Kazma SC, der seine Heimspielstätte mit dem Al-Sadaqua Walsalam Stadium im Osten hat. Auch die Kuwait Football Association hat unweit von hier ihren Sitz.